# Море хладноће
Море хладноће (Mare Frigoris) је једно од затамњених делова на Месецу. Термин море остао је у употреби иако на Месецу нема водених маса.Налази се на северу, на самом ободу океана бура, и изнад мора кише. Пречника је 1446 километара и сматра се да је настао пре око 3800 милиона година.

### Име
Море је често мењало име и сваки научник га је другачије звао.
Име море хладноће дао је Ђовани Ричоли у својој номенклатури која је стандардизована од 1651. Пре тога, 1600. године Вилијам Гилберт овом региону је дао назив "Северно острво" (Insula Borealis) у својим мапама. 1645. Михаел ван Лангрен је именовао ово море као море астрономије (Mare Astronomicum) у својим мапама, а Пјер Гасенди га је звао "северно море" (Boreum Mare).